# Bitwa pod Sangju
Bitwa pod Sangju – starcie zbrojne podczas wojny koreańskiej, w dniach 20–31 lipca 1950; zwycięstwo Koreańczyków z Północy.
15 Dywizja Koreańskiej Armii Ludowej starła się z liczniejszymi wojskami amerykańsko-południowokoreańskimi (25 Dywizja Piechoty) zmuszając je po 11-dniowych walkach do opuszczenia pozycji.